# Giovanni Fabbian
Giovanni Fabbian (Camposampiero, 14 januari 2003) is een Italiaans voetballer die bij voorkeur als aanvallende middenvelder speelt. Hij tekende in 2023 voor Bologna.

## Clubcarrière
Fabbian speelde vier seizoenen in de jeugdacademie van Inter Milan, dat hem tijdens het seizoen 2022/23 verhuurde aan Reggina 1914. Hij scoorde acht doelpunten in zevenendertig wedstrijden in de Serie B. In 2023 tekende Fabbian een vijfjarig contract bij Bologna.